# Ніколов Михайло Михайлович
Миха́йло Миха́йлович Ні́колов (* 1972) — підполковник Збройних сил України, учасник російсько-української війни.

## З життєпису
Народився 1972 року. Закінчив тилове військове училище. Працював у військкоматі, пішов з армії на пенсію у 2009 році.
У часі боїв потрапив у полон терористів. 26 грудня 2014-го звільнений з полону зі ще 145 вояками.

## Нагороди
За особисту мужність і героїзм, виявлені у захисті державного суверенітету та територіальної цілісності України, вірність військовій присязі під час російсько-української війни
Нагороджений орденом «За мужність» III ступеня (25.3.2015).